# 布拉霍達特內 (文尼察州)
布拉霍達特内（羅馬化：Blahodatne）是烏克蘭西部文尼察州圖利欽區托馬什皮爾市鎮的村莊，始建於1700年，面積2.97平方公里，海拔高度290米，2001年人口68，人口密度每平方公里22.9人。